# Aeso
Aeso fue una pequeña ciudad romana que llegó al rango de municipium, situada donde hoy en día está la villa de Isona (término municipal de Isona y Conca Dellá), sustituyendo al enclave íbero previo de Eso (en íbero ). Fue citada en las obras de Ptolomeo y de Plinio el Viejo.

## Establecimiento romano
Se especula que en el momento de la llegada de los romanos a la zona, los jacetanos locales debieron apoyar a los ilergetes, habitantes de la llanura en la que actualmente se encuentran Lérida y Balaguer, resistiéndose fuertemente al avance de la ocupación romana que había empezado en Ampurias en 218 a. C.. Una vez vencida la resistencia durante la época republicana, los romanos se establecieron, convirtiendo el Eso ibero-aquitano en la Aeso romana. No se sabe si reemplazaron a la población lacetana, ocupando su poblado, o si tan sólo se establecieron junto a ella.

## La Aeso romana
Desde entonces Aeso pasó a ser un importante enclave en el sistema defensivo y organizativo en general de la dominación romana de lo que actualmente sería la comarca de Pallars Jussá. Se trataba de una ciudad pequeña, pero con gran importancia estratégica a juzgar por su fuerte carácter militar. Desde el primer campamento romano que se estableció el asentamiento se consolidó, sobre todo durante el reinado de Augusto, y continuó durante el reinado de la dinastía Flavia. La época imperial fue precisamente la más esplendorosa: Aeso pasó a ser de una simple civitas stipendiaria a tener el rango de municipium (municipio romano). Las lápidas conservadas nos han dado detalles de su organización, muy completa, con todos los cargos políticos y funcionariales de un municipio importante.
A partir del año 200 d. C. Aeso entró en una paulatina decadencia que se acentuó a partir del 260. Se mantuvo activo como núcleo urbano hasta el siglo VI, momento en que dejan de aparecer las muestras epigráficas que nos han dado información sobre la villa. Sin embargo, los últimos 300 años fueron muy azarosos: incendiada en varias ocasiones y devastada por los musulmanes que habían invadido la península.